# Estádio de Södertälje
O Estádio de Södertälje - em sueco Södertälje Fotbollsarena - é um recinto municipal de futebol na cidade sueca de Södertälje.
Tem capacidade para 6 400 pessoas, e é utilizado como casa dos clubes Assyriska Fotbollförening e Syrianska FC.
Foi inaugurado em 2005.